# Svängmassa

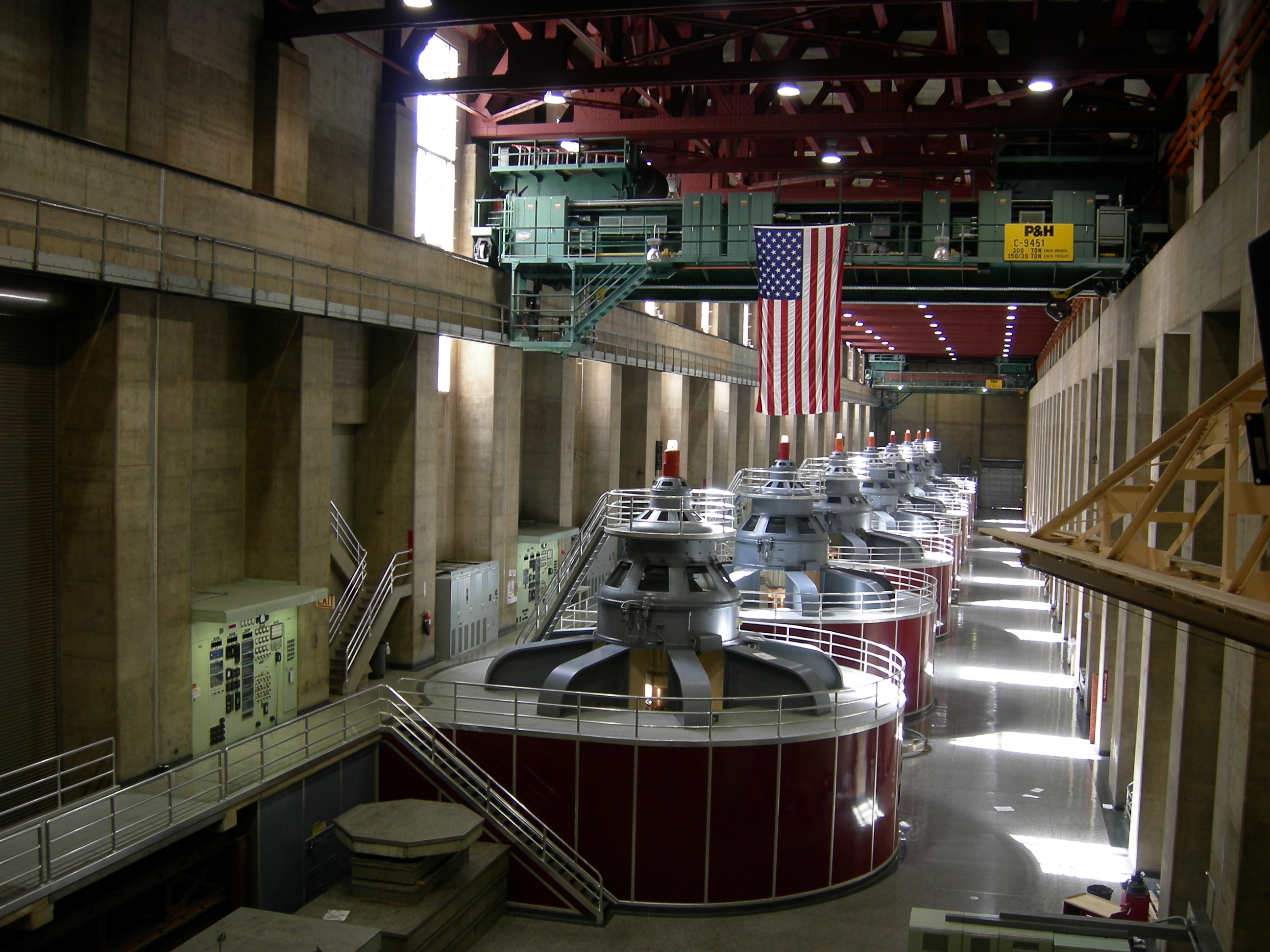
Vattenkraftsgeneratorer bidrar med mycket svängmassa.

Svängmassa är ett viktigt sätt att åstadkomma en tröghet vid en störning i kraftnätet som gör att  nätfrekvens och spänning inte förändras alltför snabbt vid en obalans mellan tillförd och använd energi. Ibland används också det snarlika begreppet rotationsenergi för att beskriva samma fenomen. Svängmassa bidrar till en tröghet i systemet som begränsar plötsliga förändringar i nätfrekvens. Fysiskt utgörs svängmassan av tröghetsmomentet i de roterande hos de tillkopplade kraftverkens synkrona generatorer och turbiner. De har en mekanisk tröghet mot förändringar i rotationshastighet och kan därmed inte accelereras eller bromsas in hur snabbt som helst. Eftersom generatorerna är synkront kopplade till nätet översätts det till en tröghet i själva nätfrekvensen. 
Ursprungligen var en stor svängmassa i princip det enda sättet att hålla en stabil spänning och frekvens i elsystemet.  Efterhand har det utvecklats även andra metoder för att hålla en stabil spänning och frekvens i elsystemet. Elproducenter och elnätsföretag använder olika typer av kraftelektronik kopplat till någon form av energilager, till exempel stora batterier, som mycket snabbt (millisekunder) kan reagera på en störning och absorbera eller avge en stor effekt. Svenska kraftnät använder gärna begreppet snabb frekvensstyrning eftersom det innefattar flera olika sätt att åstadkomma önskad tröghet i elkraftsystemet.
I kraftnätet måste det i varje givet ögonblick råda balans mellan producerad och förbrukad energi. Svängmassan hjälper till med att upprätthålla balansen genom att fungera som en kortsiktig och snabb energibuffert i form av svänghjul.  När rotationsenergi förbrukas roterar massorna långsammare och nätfrekvensen sjunker. Ju större massa, desto mer energi kan lagras och desto mindre påverkas frekvensen av en effektobalans.
Nedstängning av kärnkraftverk och kraftverk baserade på fossila bränslen skulle kunna leda till minskad inertia (tröghet) och öka kraftnätets sårbarhet om man inte vidtar åtgärder som kompenserar för detta. Det har väckt frågan om vilka investeringar som bör göras för att öka trögheten i det svenska kraftsystemet. Svenska kraftnät tittar bland annat på hur de löser problemet i Irland. I Irland siktar de mot att ha upp till 80% vindkraft i sitt elsystem år 2030, en mycket högre andel än i Sverige.

## Roll i kraftnätet
Nätfrekvensen i ett kraftnät måste alltid hållas inom snäva gränser. I det nordiska kraftnätet ska den t.ex. inte avvika mer än ±0,1 Hz vid normal drift och inte avvika mer än ±1 Hz vid stora störningar i elnätet. Vid 48,8 Hz påbörjas lastbortkoppling och nätet drabbas av strömavbrott. Når frekvensen 47,5 Hz riskerar hela kraftsystemet att bryta samman.
Att upprätthålla frekvensen är speciellt svårt vid plötsliga störningar, till exempel när en stor generator eller HVDC-ledning av någon anledning kopplas bort. Detta leder till ett stort underskott av producerad el; det kan också bli ett stort överskott om störningen består i att en undervattenskabel som används för export av el plötsligt stängs av.  Andra generatorer kommer då automatiskt att anpassa sin produktion men det sker inte omedelbart, det dröjer ett antal sekunder. Det finns en EU-förordning om hur snabbt som frekvensen skall kunna återställas.
| Information | Diagrammet är avstängt. Grafer inaktiverades den 18 april 2023 på grund av programvaruproblem. Nya diagram kan skapas sedan december 2024. |

Kraftnätet måste ha tillräcklig tröghet – i form av svängmassa eller andra metoder för mycket snabb frekvensreglering – för att klara att den största enheten plötsligt kan kopplas bort.
I det nordiska nätet (Sverige, Norge och Finland) har man utgått från Oskarshamn 3, vars maxeffekt är 1 450 MW. År 2023 är den största enheten Olkiluoto 3 med maxeffekten 1 600 MW, se avsnittet nedan om automatisk bortkoppling.

## Härledning
Enligt Newtons andra lag gäller för en roterande massa, t.ex. en synkrongenerator:
{\displaystyle J{\frac {d\omega }{dt}}=T_{m}-T_{e}}, 
där J är tröghetsmomentet, ω är vinkelhastigheten och {\displaystyle {\frac {d\omega }{dt}}} därmed är vinkelaccelerationen, Tm det accelererande vridmomentet som tillförs mekaniskt i kraftverket och Te det retarderande vridmomentet när rotationsenergin omvandlas till elektrisk energi som går ut i nätet och förbrukas hos konsumenten. Genom att multiplicera båda leden med vinkelhastigheten ω och dividera med generatorns märkeffekt S erhålls:
{\displaystyle {\frac {J\omega }{S}}{\frac {d\omega }{dt}}={\frac {T_{m}\omega -T_{e}\omega }{S}}={\frac {P_{m}-P_{e}}{S}}},
där Pm är den tillförda mekaniska effekten och Pe den förbrukade elektriska effekten. Tröghetskonstanten H definieras som:
{\displaystyle H={\frac {J\omega _{s}^{2}}{2S}}},
där ωs är den nominella frekvensen. Uttrycket ovan kan då skrivas som:
{\displaystyle 2H{\frac {\omega }{\omega _{s}^{2}}}{\frac {d\omega }{dt}}={\frac {P_{m}-P_{e}}{S}}}.
Omvandlat till per enhet för att få bort beroendet av märkeffekten blir detta:
{\displaystyle 2H\omega {\frac {d\omega }{dt}}=P_{m}-P_{e}}.
Omskrivet blir detta:
{\displaystyle {\frac {d\omega }{dt}}={\frac {P_{m}-P_{e}}{2H\omega }}}.
Uttrycket kan tolkas som att en obalans mellan den tillförda effekten Pm och den förbrukade elektriska effekten Pe leder till att frekvensen ändras. Hur snabbt den ändras är omvänt proportionellt mot tröghetskonstanten H.
Uttrycket för tröghetskonstanten är uttrycket för rörelseenergin dividerat med märkeffekten och har enheten sekunder. Tröghetskonstanten H kan därför tolkas som hur länge rotationsenergin skulle räcka för att täcka elförbrukningen om alla generatorer genererade märkeffekt och sedan plötsligt slutade tillföra energi.

## Utredningar om behovet av svängmassa i elsystemet
Nedanstående  tröghet (inertia) anses som normalt när en eller flera generatorer med en installerad effekt på 1 000 MW mätt i MWs är i drift och anslutna till elnätet:
| Produktionsslag    | H (s) |
| ------------------ | ----- |
| Kärnkraft          | 6,4   |
| Vattenkraft        | 3,4   |
| Kraftvärme         | 2,8   |
| Vindkraft          | 0     |
| Solceller          | 0     |
| Synkronkompensator | 6     |

Solceller saknar svängmassa eftersom de inte har några roterande delar. Vindkraftverk har svängmassa, men de är inte synkront kopplade direkt till elnätet.
Generatorer bidrar bara till trögheten i elnätet när de är inkopplade som en synkrongenerator.  När generatorer är bortkopplade från elnätet bidrar de inte med någon tröghet (inertia) i nätet.  Det gör att det blir stora variationer i den totala trögheten i nätet; minimum brukar inträffa varma sommarnätter.  Den totala trögheten i det nordiska synkronområdet (Sverige, Norge och Finland) var cirka 390 GWs år 2015.
År 2016 uppskattade en gemensam Nordisk utredning att det verkliga värdet för tröghet (inertia) kunde hamna under den önskvärda miniminivån 120-145 GWs mellan 1% och 19 % av tiden år 2025 om inga åtgärder vidtogs för att undvika denna situation.  Orsaken var bland annat att kärnkraftverk skulle stängas samt att fler vattenkraftverk skulle vara vilande år 2025 under perioder med både låg elförbrukning och hög vindkraftproduktion. Utredningen presenterad ett flertal förslag om långsiktiga åtgärder för att undvika den situationen.
År 2021 kom en ny utredning fram till en mer positiv prognos. Svenska Kraftnät och deras finska och norsk motsvarighet kom fram till att det i närtid inte är nödvändigt att fastställa en minsta tröghet (rotationsenergi) i systemet för det nordiska synkronområdet.  Resultaten av undersökningen var att det för närvarande är mer effektivt att upprätthålla den transienta frekvensstabiliteten genom att använda en snabb frekvensreserv (Fast Frequency Reserve, FFR) som ett komplement till frekvenshållningsreserv FCR-D (Frequency Containment Reserve – Disturbance).  Vidare kan en begränsning av dimensionerande felfall användas som en avhjälpande åtgärd.
Förslaget innebar att  Svenska kraftnät inte pekar ut någon speciell teknisk lösning, anbudsgivare som bedöms som seriösa får själva välja vilken teknik de vill använda.  Även större anläggningar med solceller och vindkraftverk får delta. 
Av de utredningar som bifogas denna utredningar framgår denna bedömning förutsätter att en rad planerade åtgärder genomförs såsom förstärkningar av elnätet och övergång från 1 timmes till 15 minuters avräkningsperioder i den så kallade Balansavräkningen. Den innebär att de stora elnätsbolagen, som har ett balansansvar, lämnar in en prognos för elproduktion/elförbrukning per avräkningsperiod och sedan får betalt eller betala för alla avvikelser.

## Strategier för att hantera lägre svängmassa

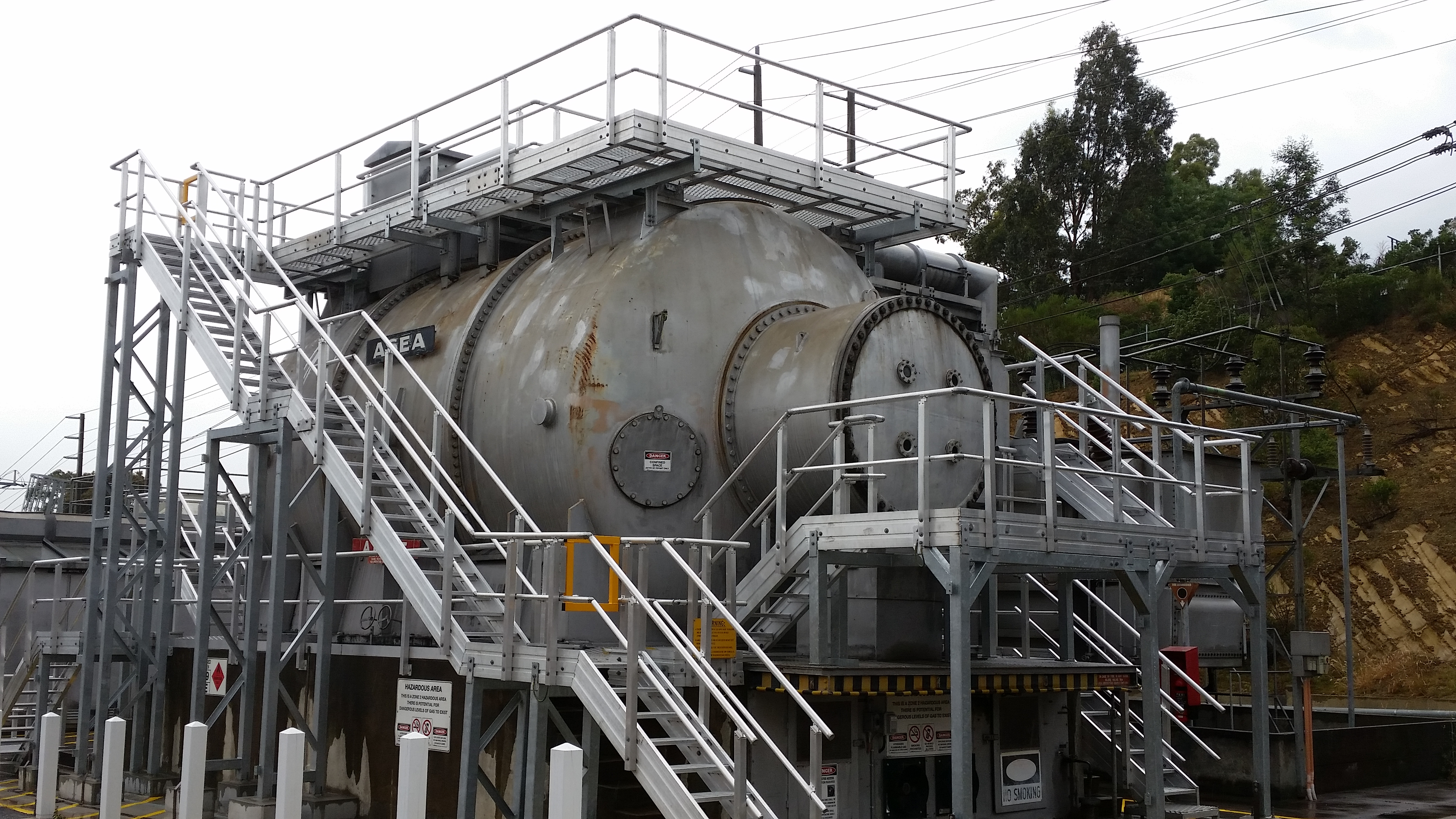
Synkronkompensatorer, det vill säga en motor som går i tomgång, är ett sätt att tillföra svängmassa till elkraftsystemet.

Flera lösningar har föreslagits för att hantera minskad svängmassa i kraftnätet. Dels handlar det om att tillföra fysiska synkront roterande massor till nätet, dels att med andra medel skapa ett liknande effektsvar vid en störning, så kallad syntetisk svängmassa. Utöver detta finns alltid möjligheten att minska effekten hos den största enheten som kan tappas, och därmed också minska behovet av svängmassa.
Kraftverk som inte är i drift, tillfälligt eller för att de är nedlagda, kan ha kvar sina generatorer som kan kopplas till nätet i så kallad synkrondrift. Det innebär att de går på tomgång och tillför eller förbrukar ingen energi men däremot bidrar med svängmassa. Alternativt kan synkronkompensatorer kopplas in som inte heller förbrukar eller genererar aktiv effekt. Istället är deras främsta syfte att reglera den reaktiva effekten och därigenom spänningen i nätet, men som en bieffekt ökar de också svängmassan. En annan positiv effekt med synkronkompensatorer är att det kan även användas för att kompensera reaktiv effekt i elnätet. Det är dock en dyrare lösning än syntetisk svängmassa då kraftelektronik blivit betydligt billigare med en nedåtgående trend. Ett vanligt sätt att producera reaktiv effekt lokalt är att stegvis koppla in statisk shuntkapacitans som är parallell mot lasten. Ett annat sätt är att elnätägaren löpande får fjärrstyra hur stor andel reaktiv effekt som levereras in till elnätet från en vindkraftpark med hjälp av en styrenhet i anslutningspunkten till det allmänna elnätet.

### Syntetisk svängmassa
Poängen med svängmassa är att den ger ett omedelbart svar vid frekvensfall.  Idén bakom syntetisk svängmassa är att enheten inom betydligt mindre än 2 sekunder skall avge eller absorbera mer effekt.  HVDC-ledningar kan ha sådana reglersystem men många HVDC-ledningar har inte den funktionen idag. Även vindturbiner kan användas på ett liknande sätt som traditionell svängmassa. När ett frekvensfall detekteras kan de regleras på så sätt att de ökar elproduktionen utan att de mottar mer effekt från vinden och turbinen därmed tillfälligt tappar fart. Denna metod är implementerad av Hydro-Québec i Kanada. Andra metoder har föreslagits, t.ex. att använda kondensatorer eller batterier vars uteffekt skulle kunna ökas snabbt.

### Synkronkompensatorer
För att öka stabiliteten i elnäten i de baltiska staterna pågår en större investering där 3 stycken synkronkompensatorer per land ska installeras i högspänningsnätet så att detta kan kopplas loss från det ryska elnätet. Synkronkompensatorerna skall tillföra mer tröghet i nätet utan någon kärnreaktor. En synkronkompensator består av en elmotor, en stor synkrongenerator, ett tungt svänghjul som roterar med ganska hög hastighet, stora batterier samt kraftelektronik.  Genom att justera strömmen till lindningarna i generatorn kan man justera andelen reaktiv effekt till önskat värde. I de baltiska staterna kommer synkronkompensatorerna bidra till att stabilisera spänning, nätfrekvens och andel reaktiv effekt. De ersätter svängmassa som finns i ryska kärnkraftverk. Detta kommer även bidra till ökad kapacitet i det baltiska elnätet.
De senaste åren har den maximala mängden energi som kan tillföras/absorberas med en synkronkompensator ökat avsevärt. Det har åstadkommits genom att använda mycket högre varvtal på tunga svänghjul som används; 3000 varv/minut skall användas på Irland.

### Vindkraftverk och solceller
Efter att Svenska Kraftnät gjort det möjligt att för fler leverantörer att lämna anbud på balanstjänster har såväl vindkraftverk som solcellsanläggningar börjat anmäla sig som leverantörer av balanstjänster. Solceller som är anslutna till tjänsten FCR-D ned kopplas automatiskt bort från elnätet vid risk för hög nätfrekvens. FCR-D ned är en frekvenshållningsreserv för störd drift, (FCR-D, downward Frequency Containment Reserve Disturbance) där ”ned” står för nedreglering. Batterier som lagrat el från solceller kan under ett antal sekunder eller minuter leverera till elnätet vid för låg nätfrekvens.. Vindkraftverk som är anslutna till tjänsten FCR-D ned reducerar producerad effekt genom att vrida på vingarna om frekvensen stiger över ett visst gränsvärde. I Nederländerna bygger man större anläggningar som kombinerar vindkraftverk, solceller, stora batterier och styrelektronik.

### Stora batterianläggningar
Anläggningar som samlar många batterier har börjat användas för att jämna ut snabba variationer i den lokala elproduktionen eller elanvändningen. .
Installationer har bland annat gjorts i anslutning till vattenkraftverk nära järnverk,  i nät med hög andel vindkraft eller som ett komplement till reservkraft med gasturbiner; gasturbiner når inte full effekt förrän efter cirka 15 minuter. Sedan år 2021 sker det i Sverige en snabb utbyggnad av stora batterilager i anslutning till stora nätstationer.  

### Automatisk bortkoppling av vissa stora elkunder
För att skydda elnätet vid ett stopp i det största finska kärnkraftverket Olkiluoto 3 har ett antal stora finska industrier ingått avtal om att de blixtsnabbt minskar sin elförbrukning vid snabbstopp i Olkiluoto 3. Utan dessa avtal skulle en plötslig bortkoppling av 1 600 MW från Olkiluoto 3 kunna skapa en så stor störning att det finns risk för att elnätets frekvens sjunker under den kritiska gränsen 49,0 Hz.

## Svängmassa i det nordiska kraftnätet
Skillnaderna i frekvens i ett synkront kraftnät är små. Sverige, Finland och Norge tillhör samma elfrekvensområde. Elnäten är direkt sammankopplade via  växelströmsledningar så störningar i ett land påverkar omedelbart frekvensen i alla tre länderna. Länderna är beroende av att det finns tillräckligt med tröghet (inertia) i det gemensamma elfrekvensområdet.